# Dendrocygna
Genre
Dendrocygna est un genre d'oiseaux de la famille des Anatidae. Il comprend huit espèces de Dendrocygnes ou canards siffleurs.

## Liste des espèces
Selon la classification de référence du Congrès ornithologique international (version 15.1, 2025) :
| Nom binominal, nom vernaculaire et auteur                           | Nombre de sous-espèces (nombre de ssp éteintes) | Répartition géographique | Statut UICN mondial | Image |
| ------------------------------------------------------------------- | ----------------------------------------------- | ------------------------ | ------------------- | ----- |
| Dendrocygna viduata (Dendrocygne veuf) (Linnaeus, 1766)             | Monotypique                                     |                          | (LC)                |       |
| Dendrocygna autumnalis (Dendrocygne à ventre noir) (Linnaeus, 1758) | 2                                               |                          | (LC)                |       |
| Dendrocygna guttata (Dendrocygne tacheté) Schlegel, 1866            | Monotypique                                     |                          | (LC)                |       |
| Dendrocygna arborea (Dendrocygne des Antilles) (Linnaeus, 1758)     | Monotypique                                     |                          | (LC)                |       |
| Dendrocygna bicolor (Dendrocygne fauve) (Vieillot, 1816)            | Monotypique                                     |                          | (LC)                |       |
| Dendrocygna eytoni (Dendrocygne d'Eyton) (Eyton, 1838)              | Monotypique                                     |                          | (LC)                |       |
| Dendrocygna arcuata (Dendrocygne à lunulles) (Horsfield, 1824)      | 3                                               |                          | (LC)                |       |
| Dendrocygna javanica (Dendrocygne à lunulles) (Horsfield, 1821)     | Monotypique                                     |                          | (LC)                |       |

## Référence
- (en) Congrès ornithologique international : Dendrocygna dans l'ordre Anseriformes (consulté le 19 mai 2015)
- (fr + en) ITIS : - Dendrocygna

1. ↑  Congrès ornithologique international,  version 15.1, 2025.